# Synagoge (Dolyna, Iwano-Frankiwsk)

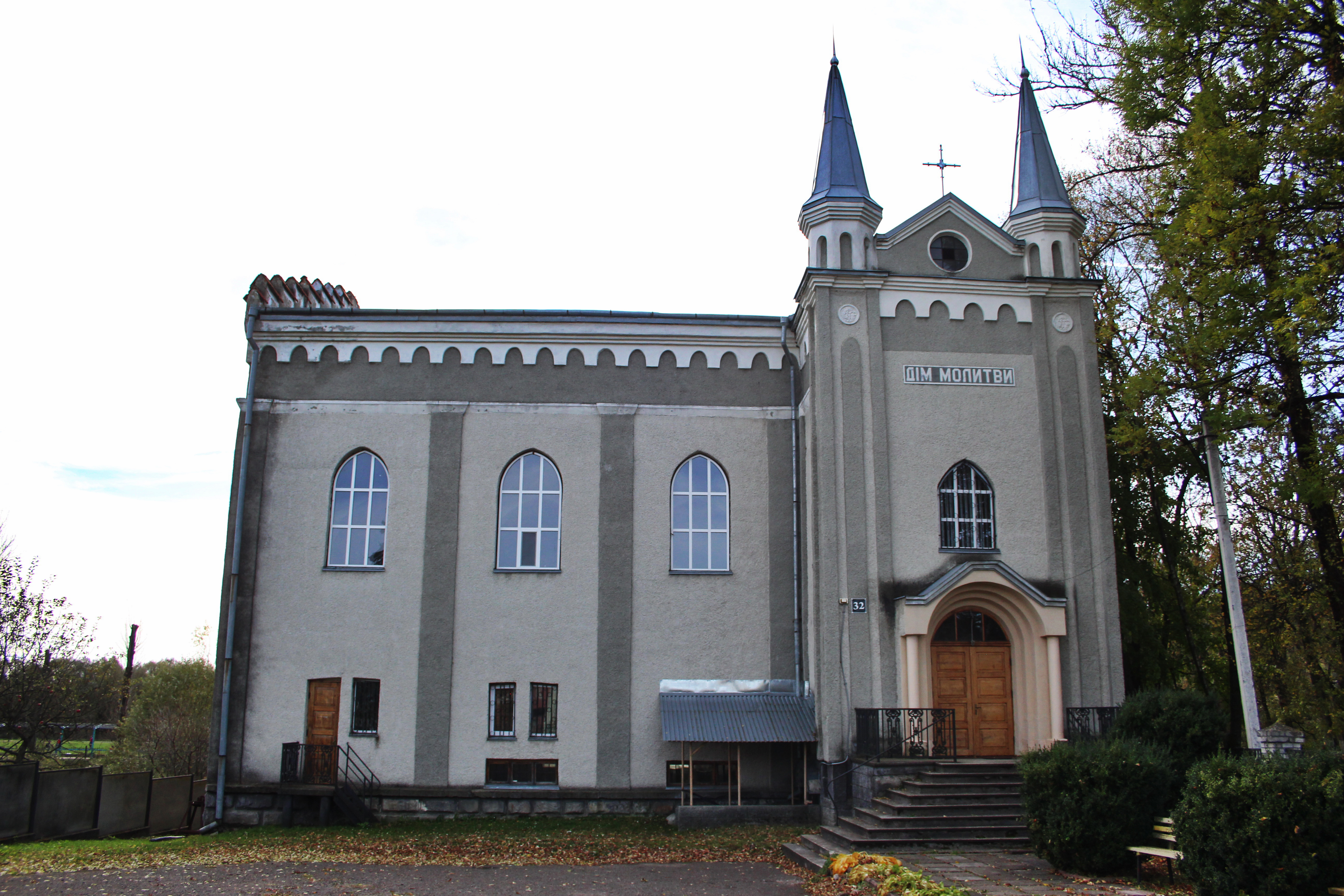
Ehemalige Synagoge in Dolyna

Die Synagoge in Dolyna in der ukrainischen Oblast Iwano-Frankiwsk wurde 1925 erbaut. Sie ist heute eine Kirche der Baptisten.
Das moderne Gebäude wurde im historischen Stil mit gotischen Stilelementen erbaut. Sie wurde zu Beginn der 1990er Jahre der baptistischen Glaubensgemeinschaft übergeben und bis 1993 gründlich renoviert. Das Bauwerk ist aus Ziegelsteinen, die erst im Rahmen der Restaurierung verputzt wurden. Die Außenmaße sind  20,9 × 19,3 m. Ursprünglich war der Innenraum in 2 Räume unterteilt. Das Gebäude hat 2 Etagen; die Fenster der 1. Etage sind rechteckig, die der 2. Etage spitzbogig.
Bei den Umbauarbeiten wurden Türöffnungen und Fenster teils zugemauert und neue angelegt.
Toraschrein und Bimah sind nicht mehr erhalten; jedoch sind die Nischen für die Steintafeln am Giebel noch zu sehen.